# Menorá
Esta página contém alguns caracteres especiais e é possível que a impressão não corresponda ao artigo original.
A Menorá (no hebraico: מנורה - menorah - "lâmpada, lâmpada candelabro") é um candelabro de sete braços, e um dos principais e mais difundidos símbolos do Judaísmo. Originalmente era um objeto constituído de ouro batido, maciço puro, feito por Moisés para ser colocado dentro do Santo Lugar — átrio intermediário entre o Átrio Exterior do Santuário e o Santo dos Santos — juntamente com Altar de Incenso e a Mesa dos Pães da Proposição. Diz-se que simboliza os arbustos em chamas que Moisés viu no Monte Sinai. 

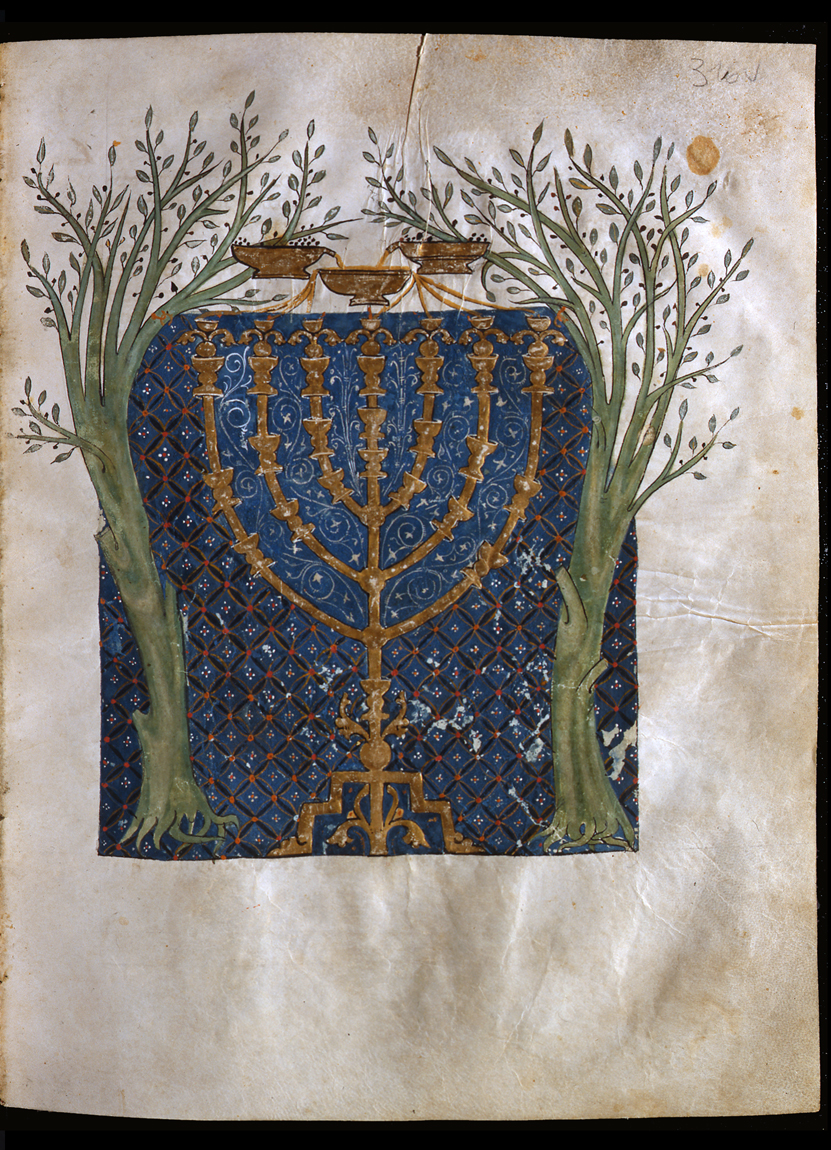
Bíblia de Cervera, 1299-1300, fol. 316v: Menorá da visão de Zacarias. Biblioteca Nacional de Portugal.

A Menorá existia tanto no Tabernáculo quanto no Primeiro e, posteriormente, no Segundo Templo (Êxodo 25:31–40; Êxodo 37:17–24, Zacarias 4:2–5; Zacarias 10:14). Só no ano 69 d.C., com a invasão romana a Jerusalém e a destruição do Templo, a Menorá foi levada pelos invasores para Roma, fato este retratado em forma de relevo no Arco de Tito . 
Atualmente, a Menorá constitui um símbolo do Estado de Israel, juntamente com a Estrela de Davi. 
Existe também a Chanukiá (חנוכיה - chanukiah), um candelabro adaptado com nove braços (diferentemente da Menorá, que tem sete braços). 
A primeira Menorah foi feita obedecendo a instruções minuciosas do Eterno. Na Menorá, há sete braços ao todo: uma haste central, e três braços que saiam de cada lado. 

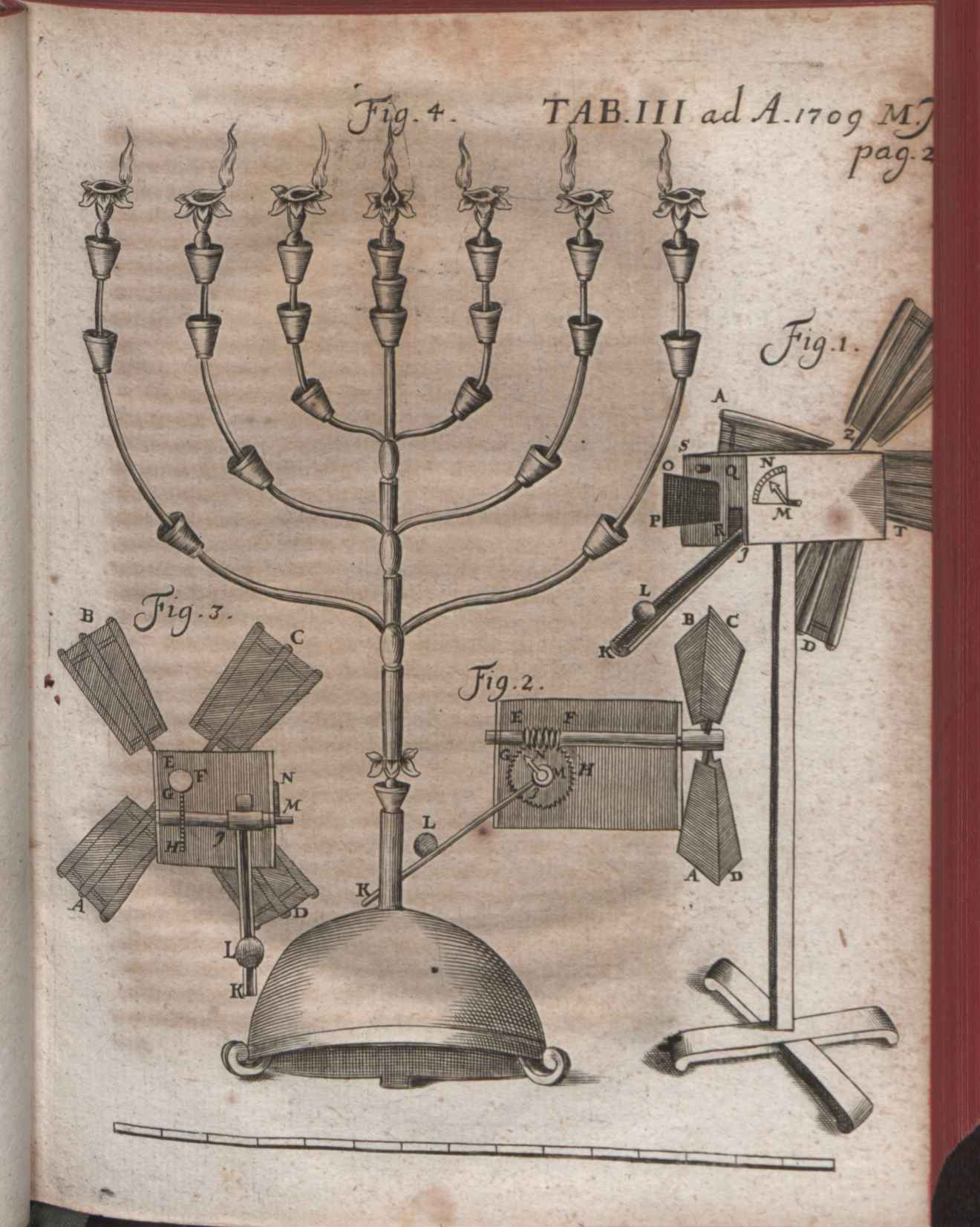
Ilustração publicada em, 1709

Naturalmente, o fogo e a iluminação sempre tiveram um papel muito importante. Quando o Templo foi destruído, a Menorá tornou-se principal símbolo artístico e decorativo da fé judaica. A Menorá foi reintroduzida em 1948 (proclamação do Estado de Israel) como símbolo nacional do povo judeu e da identidade de Israel. Embora sendo um utensílio genuinamente judaico, é também utilizado em igrejas cristãs, que veem nas  lâmpadas do candelabro, sete características relacionadas na bíblia: “Do tronco de Jessé sairá um rebento, e das suas raízes, um renovo. Repousará sobre ele o Espírito do SENHOR, o Espírito de sabedoria e de entendimento, o Espírito de conselho e de fortaleza, o Espírito de conhecimento e de temor do SENHOR.”  Isaias (11:1-2)